# CLUB ANA
CLUB ANA（クラブエーエヌエー）は、1991年に誕生し、2010年まで使用された全日本空輸の国際線ビジネスクラスサービスのブランド名である。
全日本空輸が、1986年に導入した「スーパーエグゼクティブクラス」のサービスを進化させ登場したもので、2010年までに4種類の「CLUB ANA」サービスが存在していた。
2010年以降はプロダクト・サービスブランドとして「Inspiration of Japan」を使用している。

## 誕生の時代背景
45/47体制の崩壊により、日本航空が独占していた日本の航空会社による国際線事業に、全日本空輸が成田-ワシントン線などで初めて進出した1986年、後発航空会社のハンディを克服し収益率の高いビジネス客を獲得するため、他社のボーイング747型機では標準的であった横7列(2-3-2)の配列に対して、横6列(2-2-2)の「スーパーエグゼクティブクラス」を導入した。その後、横7列(2-3-2)の配列に戻すが、国際的にさらに競争力を持つためにサービス強化を図ることになった。
そこで、1991年にニューヨーク線へ進出した際には、「スーパーエグゼクティブクラス」を「CLUB ANA」へと進化させ、シートの充実だけでなく、日本の航空会社で初めて全席にTVモニター・TVゲームを導入するなど、ハード面に力を入れた。乗客が自由にスナックを食べられるようなサービスや、炊きたてのご飯を食べられるなど、今では常識となったサービスもこの時期に初めて導入された。
これらのハード面のサービスの進化はとどまらず、1994年には「CLUB ANA」のシートピッチを世界の航空会社に先駆けて50インチ（標準より25%拡大）にした。また、1999年シカゴ線を開設した際にはボーイング747-400にバーカウンターやビジネスセンターを設け乗客が自由にくつろげる空間や、ビジネスサポート空間を設けた。それと同時に、世界初となるAVODシステムを導入し「ANA's Chicago Style」と称した（なお、その後一旦同路線は運休となる）。
2000年になると、シカゴ線での「ANA's Chicago Style」のサービスをそのほかの北米線へと拡大し「スーパースタイル」のサービスを開始した。2002年には、日本の航空会社初となるライフラットシートを導入した「ニュースタイル」のサービスも開始した。

## 発展の歴史
- 1986年 - 成田-ワシントン線などに、2-2-2の座席配列の「スーパービジネスクラス」を設置
- 1991年 - 「スーパービジネスクラス」を進化させ「CLUB ANA」導入、日本の航空会社で初めて全席にTVモニター・TVゲームを設置
- 1994年 - 「CLUB ANA」のシートピッチを世界の航空会社に先駆けて50インチ（標準より25%up）に拡大
- 1999年 - 成田-シカゴ線に「ANA's Chicago Style」のサービスを開始し、機内にバーカウンター・ビジネスコーナーを設置、世界初となるAVODシステムを導入* 2000年 - 「ANA's Chicago Style」のサービスをその他の北米路線にも拡大し、「ANA's Super Style」のサービスを開始
- 2002年 - 成田-ロンドン線を皮切りに「New Style, CLUB ANA」を欧米路線に導入
- 2002年 - アジア域内路線などに、767-300ERの横6列(2-2-2)の座席配列を横5列(2-1-2)した「CLUB ANA Asia」を導入
- 2007年 - ANA Business Jetを導入

## シートタイプ
1991年に初代CLUB ANAが登場してから、数種類のシートが誕生している。CLUB ANA以外のシートは、ブルー系の色で統一されている。

### CLUB ANA（初代）
1991年に導入したシートである。1994年に全席シートピッチを50インチに拡大され、現在の「スーパースタイル」のサービスに至っている。
- 2008年現在の装備機種:なし

### CLUB ANA（2代）
1994年に、「初代CLUB ANA」のシートピッチを50インチに拡大したもので、1999年にはAVODシステムが全席に搭載された（767-300ERを除く）。シートには、リクライニング・フットレスト・レッグレスト・ランバーサポート機能が装備されている。「スーパースタイル」のビジネスクラスとして、運航されている。なお装備されている747-400の退役及び、777-200ER・767-300ERの改修に伴い、現在では稀少となっている。
- 2008年現在の装備機種:747-400/767-300ER

### CLUB ANA Asia
2002年からボーイング767-300ERに「CLUB ANA Asia」を導入し、全席にAVDO対応のシートテレビと電動アシストを設置した上、横5列(2-1-2)の座席とし、767のビジネスクラスとしてはゆとりのある座席配置とした。
「CLUB ANA Asia」は中華人民共和国線で人気が出て、エアバスA320にも搭載されるようになった。但しボーイング767-300ERとは違ってビジネスクラスのシートテレビがポータブルHDDとなる。2008年現在では、ほぼ全てのボーイング767-300ERが「CLUB ANA Asia」となっており、主に成田-シンガポール・香港・中華人民共和国・東南アジア・ホノルル線に就航していたが、ボーイング767-300ERの退役、国内線移管に伴い数を減らし2019年現在では関空・成田発着の一部中国路線に使用されている。また、2010年以降に導入されたボーイング767-300ERの新造機にはこのタイプではなく「ANA BUSINESS CRADLE」の座席が設置されている。
また、2001年～2004年に欧米線に導入された「スーパースタイル」機（ボーイング777-200ER）は、ボーイング777-300ERの欧米線への導入が進んだ事で余剰が発生した。そこでファーストクラスを廃止し、ビジネスクラスをCLUB ANA Asiaに改修した。エコノミーを含めて306席（Club ANA Asiaは35席、エコノミークラス271席）で全席にシートテレビを装備する。2008年現在は羽田-ソウル（金浦）、成田-上海・香港や一部国内線に就航していたが、2019年現在777-200ERの国際線での定期運用はなく国内線座席に改修され国内線で使用されている。元々、短距離路線への投入を意図したシート配置のためトイレの数が国内線機材並みに少ないことに加え、ビジネスクラスが35席しかない（New Styleと比較すると半減）ため慢性的に混雑することもあった。
2008年から737-700にプレミアムクラスを搭載に導入したが、国際線に投入する際はCLUB ANA Asiaとなる。パソコン電源とパーソナルライトが設置され、シートテレビの代わりにポータブルHDDプレーヤーが国際線運航時に提供される。
- 2008年現在の装備機種:767-300ER/777-200ER/737-700/A320

### New Style, CLUB ANA
2002年に、当時は世界でも数少ないビジネスクラスとエコノミークラスの中間クラスである「Premium Economy」を導入し、それと同時に日本で初めて「CLUB ANA」をライフラット電動シートへと進化させた「New Style CLUB ANA」をボーイング747-400に設定し、成田-ロンドン線に就航させた。また当時はファーストとビジネスにしかオンデマンド対応（AVOD）のシートテレビが搭載されていなかったが、世界に先駆けてエコノミークラスにも導入された。その後、全欧米線や東南アジア線への導入が進み、2004年にはボーイング777-300ER型機にも導入した。ボーイング777-300ERは通常であれば300席～350席設けることが可能であるが、4クラスで247席と、特に豪華仕様になっている。
現在では機材更新に伴い、本来導入・設定されていない多くの路線でも「New Style, Club ANA」や、「Premium Economy」に座れる事も多くなっており、サービス向上の一助となっている。
- 2008年現在の装備機種:747-400/777-300ER/777-200ER

### CLUB ANA BJ
2007年3月に、通常エコノミー140席程度配置可能な機体を、ビジネスクラスの「CLUB ANA BJ」と「Economy BJ」の（どちらも2-2の4列配置）各24席、合計48席という仕様にした「ANA Business Jet」（ボーイング737-700ER）1号機（JA10AN）を中部 - 広州線に投入した。なお、一般的な国際線用機材であれば座席にシートテレビがあるが、機材の関係でHDD内蔵のシートテレビがエンターテイメントの役割を果たしている。
さらに、同年9月に6年ぶりに運航を再開する成田-ムンバイ線に2号機（JA13AN）を投入。こちらは「CLUB ANA BJ」が36席という、全席ビジネスクラスのみの仕様になっている。「CLUB ANA BJ」は全日本空輸では初めてとなる、革張りのシートとなっている。また、シートピッチは61インチと広めの仕様になっている。

### 新ブランドの登場と名称の終了
2010年4月に、国際線のサービスブランドが一新され「Inspiration of Japan」になったことに伴い、従来の「CLUB ANA」に関係する名称の利用は終了した。なお、現在あるCLUB ANA座席については「ANA BUSINESS (機材名称)（世代名称）」という表記に変更となっている。

## シートスペック
| 機能\タイプ            | New Style,CLUB ANA | CLUB ANA Asia   | CLUB ANA BJ |
| ---------------------- | ------------------ | --------------- | ----------- |
| シートピッチ           | 165cm              | 127~152cm       | 157cm       |
| リクライニング角度     | 167°(ライフラット) | 139~152°        | 152°        |
| ヘッドレスト           | ○                  | ○               | ○           |
| フット・レッグレスト   | ○                  | ○               | ○           |
| ランバーサポート       | ○                  | ○               | ○           |
| シェル                 | ○                  | ×               | ×           |
| 電動アシスト           | ○                  | ○               | ×           |
| ハイポジションテーブル | ○                  | ○               | ○           |
| バーテーション         | △(777型のみ)       | ×               | ×           |
| PC電源(コンセント)     | ○                  | ○               | ○           |
| AVOD                   | ○                  | ○               | ○           |
| 肘掛下収納             | ○                  | ○               | △(※1)       |
| LAN接続                | ○(現在不可)        | ×               | ×           |
| 読書灯                 | ○                  | ○               | ○           |
| 装備機種               | 744/777            | 767/777/737/320 | 737-700ER   |

※機種略称は、744…747-400、777…777-300(ER)/-200(ER)、763…767-300(ER)
※1:HDDシートテレビの収納として利用